# Criophthona aridalis
Criophthona aridalis là một loài bướm đêm trong họ Crambidae.